# Wojna Modoków
Wojna Modoków – wojna Indian z niewielkiego plemienia Modoków, pod dowództwem wodza Kintpuash (znanego też jako Captain Jack), z siłami rządowymi Stanów Zjednoczonych, toczona w latach 1872–1873.

## Przyczyny
Modokowie byli niewielkim plemieniem (prawdopodobnie nigdy nie przekraczającym 500–600 członków) zamieszkałym na pograniczu północnej Kalifornii i Oregonu nad jeziorem Tule.
Korzenie konfliktu pomiędzy Modokami a Stanami Zjednoczonymi tkwiły w 1846 roku, kiedy Kalifornia po wojnie amerykańsko-meksykańskiej przeszła pod kontrolę Stanów Zjednoczonych. Wywołało to gwałtowny napływ białych osadników (zwłaszcza po odkryciu w 1848 złota), którzy zagarniali ziemie Indian. Pierwszy szlak przetarła 15-osobowa grupa osadników z Oregonu pod przewodnictwem Jessego i Lindsaya Applegate’ów, od których nazwiska nazwano trasę Szlakiem Applegate. Przybycie białych oznaczało także przybycie wraz z nimi chorób. W 1847 zmarło na ospę ok. 150 Modoków. Tubylcy usiłowali się przeciwstawić napływowi białych na ich ziemie.

## Pierwsze starcia (1847–64)
W latach tych Modokowie atakowali grupy emigrantów na szlaku Applegate – pierwszy z nich zginął pod koniec 1846. W 1847 pomiędzy jeziorami Tule i Goose miało zginąć 24 emigrantów. Kolejnych 18 zginęło w 1849 koło Bloody Point – „ulubionego” miejsca ataków na białe karawany, które urządzały w tym punkcie nad jeziorem Tule postój po ciężkiej przeprawie przez góry.
We wrześniu 1850 Modokowie zaatakowali dużą grupę emigrantów koło jeziora Tule. Spośród około 90 tylko 1 – ranny – uszedł z życiem. Była to jedna z największych w historii USA masakr karawan emigrantów. W 1851 Modokowie atakowali obozy poszukiwaczy złota i kradli im konie. Po tych wydarzeniach miejscowi biali zorganizowali patrole do obrony karawan na szlaku Applegate. Tylko dzięki tym patrolom uniknęła masakry kolejna karawana. Kiedy w ciągu jednej nocy Modokowie uprowadzili górnikom z górniczego miasteczka Yreka 46 koni i mułów, zorganizowali oni zbrojną milicję w celu nauczenia tubylców „szacunku dla mienia białych”. Na jej czele stanął „łowca skalpów” – Ben Wright, który przybył z Indiany.
W październiku/listopadzie 1851 Wright z 22 ludźmi dokonał najazdu na obozy Modoków położone na wschód od jeziora Tule. Najpierw ostrzelano jeden z obozów, zabijając 16 osób. Kilka tygodni później Modokowie skradli 11 koni ekspedycji. Podczas pogoni zginęło kilku Indian. Wright odkrył też kolejny obóz Modoków. Biali zaatakowali go, zabijając 15–20 Indian. Ciężko rannych zostało 2 ludzi Wrighta. Około 30 kobiet i dzieci wzięto do niewoli. Krwawo w historii Kalifornii zapisał się rok 1852. Ciągłe napięcia między białymi a tubylcami doprowadziły do śmierci kilku białych. W odwetowych atakach miejscowej milicji zginęło wielu kalifornijskich Indian (w największej masakrze 1 maja zginęło ok. 100).
Wkrótce dali też o sobie znać Modokowie. Ponieważ Yreka potrzebowała zaopatrzenia – górnicy zorganizowali 30-osobowy oddział pod dowództwem szeryfa okręgowego Charlesa McDermita w celu ochrony karawan zmierzających do miasta. Napotkał on grupę 9 mężczyzn podróżujących do Kalifornii. Mimo ostrzeżenia – rozbili oni obóz w Bloody Point. Wkrótce zaatakowali ich Modokowie, zabijając 8 z nich. Gdy ocalały przybył do Yreki, wywołał alarm. Z miasta ruszyła kolejna grupa 23 ochotników z Benem Wrightem jako dowódcą. McDermit nie spodziewający się problemów zostawił 3 ludzi przy napotkanej karawanie emigrantów i ruszył nad Goose Lake, by oczekiwać na kolejną karawanę. Trójka ludzi McDermita również została zabita. Wkrótce główna część grupy ujrzała karawanę otoczoną przez wojowników Modoków. McDermit zdołał się do nich przebić. Dodatkowo nadciągnął Wright. Modokowie wciąż uzbrojeni w łuki i strzały nie byli w stanie oprzeć się broni palnej i wycofali się. W bitwie tej rozegranej 31 sierpnia Modokowie stracili ok. 15–20 ludzi.
Jednakże biali odkryli, że wcześniej przejeżdżała tamtędy inna mała karawana, która została przez Modoków zniszczona. Nigdy nie dowiedziano się, ile osób zginęło, aczkolwiek ludzie Wrighta znaleźli 22 ciała, podczas gdy inna grupa – 14. W odwecie kalifornijska milicja Wrighta napadła na obóz pokojowego odłamu Modoków i zabiła 41 spośród 45 (zginął wtedy ojciec Kintpuasha). Po tych wydarzeniach wzajemne ataki trwały nadal.
W styczniu 1854 na szlaku Modokowie zabili kolejnych 4 emigrantów. Wright, który został tymczasem agentem indiańskim, zginął w masakrze białych na wybrzeżu Oregonu 26 lutego 1856 podczas tzw. Rogue River War. We wrześniu 1857 Modokowie napadli na kolejną karawanę, koło Goose Lake – zginęło 8 osób. Kolejne 2 osoby zginęły w małej karawanie w czerwcu 1859 koło Bloody Point.
Od 1860 napływ emigrantów zaczął maleć. Przyczyniła się do tego wojna secesyjna. W sierpniu 1861 wyruszająca na wojnę kompania ochotników zapobiegła kolejnej masakrze koło Bloody Point. Do poprawy bezpieczeństwa na szlakach przyczyniło się też wybudowanie w 1863 Fortu Klamath. Według oceny majora C.S Drew’a w latach 1846–1863 w okolicach Bloody Point zginęło 151 emigrantów, zaś ok. 300 zostało rannych.
W 1864 Stany Zjednoczone podpisały z plemionami Klamath, Modoc i Snake (Yahooskin) traktat ustalający Rezerwat Klamath. Zgodnie z traktatem Modokowie wodza Schonchina oddali rządowi USA ziemie nad Lost River oraz nad jeziorami Tule i Lower Klamath i przenieśli się na obozowisko Yainax w Upper Klamath Valley. Jednakże nie wszyscy Modokowie udali się do rezerwatu od razu.

## W rezerwacie Klamath (1869–70)
Dopiero w dniach 22–24 grudnia 1869 doszło w obozie Modoków nad Lost River do spotkania, w którym wzięli udział: wódz Kintpuash, Superintendent do Spraw Indian stanu Oregon Alfred B. Meacham, agent z rezerwatu Klamath O.C. Knapp, agent z Yainax Ivan D. Applegate, oraz W.C. McKay. Białych negocjatorów wspierał swym autorytetem stary wódz Schonchin. Kintpuash początkowo odmówił udania się do rezerwatu i żądał pozostawienia go i jego ludzi nad Lost River. Stwierdził, że jeśli Meacham jest w stanie pokazać mu jego podpis pod traktatem – wtedy pójdzie do rezerwatu. Gdy Meacham pokazał jego znak na traktacie – skapitulował i zgodził udać się do rezerwatu. W tym momencie wkroczył szaman Curley Headed Doctor, któremu przeprowadzka i podporządkowanie się władzy Schonchina i agenta groziła utratą autorytetu. Jego wystąpienie niebezpiecznie podgrzało atmosferę.
Kintpuash zapytał Meachama, co się stanie, jeśli odmówi udania się do rezerwatu. Ten odpowiedział, że będą się bronić do upadłego, a potem przybędzie wojsko, które będzie ścigać Modoków tak długo, póki wszyscy nie zginą. Meacham posłał też cichaczem po pomoc. Twarda postawa Meachama odwlekła chwilowo konflikt. Wojownicy udali się na naradę i było oczywiste, że szaman nakłania ich do wymordowania białych. W pewnym momencie pojawili się żołnierze, co skłoniło wojowników do ucieczki. Pozostawione kobiety i dzieci zostały załadowane na wozy i odstawione do rezerwatu, dokąd przybyli 27 grudnia 1869. Wkrótce jednak za namową siostry Kintpuash zgodził się na powrót do rezerwatu. Jego grupa osiedliła się przy Modoc Point nad jeziorem Upper Klamath. Meacham uroczyście wyznaczył granice między plemionami zamieszkującymi rezerwat i opuścił go, uznając swe zadanie za wypełnione.
Wkrótce po przybyciu do rezerwatu rozpoczęły się tarcia z „tradycyjnymi” nieprzyjaciółmi Modoków – plemieniem Klamatów. Klamatowie byli znacznie liczniejsi od Modoków, a ich młodzież znalazła zabawę w stałym nękaniu nowych sąsiadów. Uważali Modoków za „ubogich krewnych”, którym Klamatowie musieli udostępnić część swej ziemi, ich drzew do wycięcia na budowę ogrodzeń i domów, ich rzek do łowienia ich ryb. Po skargach Kintpuasha agent Knapp poradził Modokom, by udali się w rejon rezerwatu, gdzie nie ma Klamatów. Grupa Kintpuasha przeniosła się więc w inne miejsce. Jednak Klamatowie podążyli za nimi, nadal nie pozwalając Modokom na spokojne założenie osady. Kintpuash ponownie poskarżył się agentowi. Zniecierpliwiony Knapp obrzucił go wyzwiskami i określił jako wiecznie niezadowolonego. W końcu Kintpuash zwołał spotkanie Modoków z jego grupy i grupy wodza Schonchina. Na spotkaniu Jack stwierdził, że ponieważ nie da się żyć między Klamatami zaś agent Knapp nie wykazuje zainteresowania – najlepszym rozwiązaniem będzie powrót nad Lost River. 25 lub 26 kwietnia 1870 Kintpuash wraz z 371 ludźmi opuścił rezerwat.

## Droga do wojny (1872)
W czasie, gdy Modokowie przebywali w rezerwacie, na ich ziemiach zdążyli się osiedlić biali osadnicy. Kintpuash mimo perswazji odmówił powrotu do rezerwatu i zamieszkania obok nieprzyjaznych Klamatów, jednakże ok. 130 zwolenników Schonchina usłuchało wezwania i osiedliło się w Yainax, gdzie zostali odseparowani od Klamatów. Mimo że żaden z białych, którzy zamieszkali nad Lost River, nie odniósł żadnych szkód ze strony ludzi Jacka – zaczęli się oni domagać od armii usunięcia Modoków. Początkowo jednak sprawy układały się po myśli Modoków. Po rozmowie z Kintpuashem Superintendent Meacham zarekomendował Komisarzowi do Spraw Indian w Waszyngtonie utworzenie rezerwatu nad Lost River. Ze swej strony Modokowie zobowiązali się nie nękać osadników. Jednak wkrótce Meacham został usunięty ze stanowiska, które zajął kompletnie nie znający sytuacji T.B. Odeneal.
W marcu 1872 rząd w Waszyngtonie postanowił, że nie będzie rezerwatu nad Lost River, zaś Modoków Kintpuasha pokojowo bądź siłą przemieści się do Yainax w rezerwacie Klamath. 17 czerwca 1872 Odeneal zarekomendował, by aresztować Kintpuasha i uwięzić do momentu, gdy uzna przywództwo Schonchina i zgodzi się osiedlić pokojowo w Yainax. 27 czerwca kompania F 21 pułku piechoty przybyła do Fort Klamath. W lipcu i sierpniu Kintpuash konferował w Yrece z prawnikami Steelem i Rosboroughem, próbując znaleźć jakieś rozwiązanie, które pozwoliłoby Modokom zachować ziemie nad Lost River. Zaproponowali oni, by Modokowie zrzekli się statusu plemiennego i zaczęli użytkować ziemię jak biali osadnicy – płacąc podatki i dzieląc ją między rodziny. 14 września do obozu Modoków przybyło z Fort Klamath 25 żołnierzy majora Greena. Do starcia nie doszło, jednak żołnierze musieli się wycofać.
W październiku sytuacja nadal się zaostrzała. Odeneal otrzymał instrukcje, by „jeśli to możliwe pokojowo, siłą jeśli trzeba” odstawić Modoków do Yainax. W listopadzie agent Ivan Applegate przeprowadził ostatnią rozmowę z Kintpuashem, w której ten odmówił udania się do Yainax i uznania władzy Schonchina. Wtedy Odeneal wysłał Applegate’a do majora Greena do Fort Klamath, by ten „wysłał dostateczną siłę, by zmusić Indian, do udania się na obozowisko Yainax w rezerwacie, gdzie zapewniłem zaopatrzenie niezbędne dla ich egzystencji”. Mimo że informacja o tym została wysłana niezwłocznie również do dowódcy 21 pułku – pułkownika Wheatona – nie otrzymał on jej do 2 grudnia.
Tymczasem Applegate przybył do Fort Klamath 28 listopada o godzinie 5 rano. Rozmowa z porucznikiem Boutelle’em uspokoiła go, gdyż stwierdził on, że major nie może wysłać wojska na rozkaz cywila, bez zgody pułkownika bądź generała Canby’ego. Jednakże już o 8.00 major Smith podjął bez konsultacji z wyższym dowództwem decyzję o wysłaniu oddziału pod dowództwem kapitana Jacksona w celu aresztowania Kintpuasha oraz wojowników o imionach Black Jim i Scarfaced Charley. W rozkazie stwierdził, że akcja ma być przeprowadzona, o ile to możliwe, „bez rozlewu krwi, ale gdyby doszło do walki, to cała odpowiedzialność spadnie na Modoków”. Akcja majora Smitha była z punktu widzenia Armii nielegalna. Postanowił on bowiem wykonać rozkaz cywila, który nie miał nad nim władzy. Jego zwierzchnik – pułkownik Wheaton – nic nie wiedział o planowanej akcji (otrzymał informację dopiero po pierwszej bitwie). Po południu 28 listopada 1872 oddział kapitana Johnsona wyruszył z Fort Klamath. Rozpoczęła się wojna.

## Wojna (1872–73)
Bitwa nad Lost River (29 listopada 1872)
Rankiem 29 listopada 40-osobowy szwadron B z 1 pułku kawalerii kapitana Johnsona wzmocniony po drodze przez cywilnych ochotników z Linksville dotarł nad Lost River. Operacja była słabo zaplanowana i źle wykonana. Odenal uważał, że cała operacja zakończy się bez wystrzału, więc miejscowi osadnicy nie zostali powiadomieni o niebezpieczeństwie wybuchu walk. Wojsko miało zamiar zaskoczyć Indian tuż przed świtem, w ciemnościach. Żołnierze podzieleni na 2 plutony wkroczyli do wioski Kintpuasha, w której mieszkało 15 mężczyzn i ich rodziny. Zaskoczeni Indianie nie stawiali oporu. Kintpuash zgodził się udać do rezerwatu.
Po drugiej stronie, pół mili w dół rzeki znajdował się drugi obóz Modoków Hooker Jima (14 rodzin). Jego uzbrojeni wojownicy obserwowali wydarzenia po drugiej stronie rzeki. Wtedy do jego obozu zajechali uzbrojeni cywilni ochotnicy z Olivierem Applegate’em na czele (młodszy brat Ivana). Applegate powiedział, że przybywa jako przyjaciel, by ochronić ludzi Hooker Jima przed wojskiem. Część Indian chciała się poddać, ale wódz ich powstrzymał i postanowił udać się do wioski Kintpuasha, by osobiście sprawdzić, co tam się dzieje.
Tymczasem w wiosce Kintpuasha Ivan Applegate (służący jako tłumacz kapitana Jacksona) wdał się w dyskusję z kilkoma wojownikami. To dało pozostałym wojownikom czas na przygotowanie się do walki. Porucznik Boutelle chciał aresztować Scarfaced Charleya i zażądał od niego złożenia broni, lecz ten wycelował w niego broń. Boutelle wystrzelił, kula musnęła ramię Indianina, co spowodowało, że jego strzał był również niecelny. Na odgłos strzałów wojownicy rzucili się do walki, ostrzeliwując żołnierzy. Po drugiej stronie rzeki na odgłos strzałów ludzie Hooker Jima również zaczęli strzelać do ludzi z Linkville, którzy rzucili się do ucieczki. Jeden z uciekających zastrzelił dziecko i ranił jego matkę. Zginął też jeden z ochotników, Thurber.
Niedługo po bitwie zostało zaatakowanych 2 kolejnych cywili jadących w stronę obozu Hooker Jima i kompletnie nieświadomych sytuacji. Jeden z nich zginął, drugi został ranny. W obozie Jacka zginął w strzelaninie jeden z żołnierzy, zaś siedmiu zostało rannych. Zginął też jeden z Indian, zaś kilku zostało rannych. Obie strony rozpoczęły wycofywanie się z obozu. Modokowie uciekli w kanu na jezioro Tule. Gdy żołnierze wrócili do wioski – podpalili ją. W jednym z płonących szałasów zginęła staruszka, którą pozostawili uciekający.
Po bitwie po południu 29 listopada i 30 listopada wojownicy z grupy Hooker Jima rozwścieczeni udziałem miejscowych cywili w najeździe na ich osadę zamordowali co najmniej 14 okolicznych osadników. Po ataku grupa Hooker Jima dołączyła do Kintpuasha. Dopiero teraz też kapitan Jackson uświadomił sobie, że okoliczni osadnicy byli nieświadomi całej sytuacji i że trzeba było ich ostrzec.
3 grudnia wieści dotarły do pułkownika Wheatona, który był zszokowany całą sytuacją – gdyż jego plany były zupełnie inne (chciał najpierw skoncentrować siły z kilku fortów, a potem przeprowadzić demonstrację siły w celu skłonienia Modoków do udania się do rezerwatu). Wezwany do wyjaśnień major Green stwierdził, że „wierzył, iż Modokowie się poddadzą”. Wheaton natychmiast zawiadomił generała Edwarda Canby’ego, dowódcę okręgu wojskowego, biorąc jednocześnie w obronę majora i winą za rozpoczęcie wojny obarczając Odeneala. Jednocześnie do grup Kintpuasha i Hooker Jima dołączyła trzecia – 14 rodzin mieszkających nad Hot Creek.
Rozpoczęto szybką koncentrację oddziałów. W połowie grudnia Wheaton miał już 320 ludzi (150 żołnierzy ze szwadronów B, F i G 1 pułku kawalerii, 64 żołnierzy z kompanii B i C 21 pułku piechoty, 60 ochotników z Oregonu oraz 30 Klamatów i 15 zwiadowców Snake). Tymczasem Modokowie z 3 połączonych grup udali się do „Twierdzy” – naturalnej fortecy skalnej na niegościnnym obszarze Lava Beds u południowego wybrzeża jeziora Tule. Po drodze uprowadzili białym 100 sztuk bydła, które miało służyć im jako rezerwuar żywności.
Starcie koło Land’s Ranch (21 grudnia 1872)
Modokowie znajdujący się teraz na nieprzyjaznym terenie rozglądali się za sposobem zdobycia zaopatrzenia. Okazja nadarzyła się 21 grudnia, gdy odkryli 2 mile od obozu szwadronu G samotny wóz zaopatrzeniowy armii chroniony tylko przez 6 ludzi. Modokowie zaatakowali go, zabijając 1 żołnierza (drugi zmarł z ran następnego dnia) i 5 koni. Jednak z obozu wojska szybko przybyła odsiecz, która odpędziła Modoków.
W następnych dniach trwała koncentracja sił wojska. Na początku stycznia przybyły 2 haubice. Dochodziło do drobnych utarczek patroli z Modokami. 5 stycznia 1873 kapitan Kelly z 10 żołnierzami kompanii A i 5 zwiadowcami został ostrzelany przez grupę 18–20 Modoków. 12 stycznia major Green wraz z patrolem szwadronu F i kompanii B stoczył potyczkę z Modokami, którzy mieli stanowiska na wysokim klifie. Zaczął się krystalizować plan ataku na twierdzę Modoków, który pułkownik Wheaton przedstawił generałowi Canby’emu. Datę natarcia wyznaczono na 17 stycznia.
I bitwa o „Twierdzę” – 17 stycznia 1873
16 stycznia wydzielone oddziały 1 pułku kawalerii, 21 pułku piechoty oraz oregońskich i kalifornijskich ochotników wzmocnione 2 haubicami ruszyły w kierunku „Twierdzy”. Plan pułkownika Franka Wheatona zakładał jednoczesne natarcie sił kapitana Bernarda od wschodu (2 szwadrony i zwiadowcy Klamath – 100 ludzi) i zachodu (siły główne pod komendą majora Greena – szwadron kawalerii, 2 kompanie piechoty oraz ochotnicy oregońscy i kalifornijscy + haubice). Z powodu niesprzyjającego terenu kawaleria miała walczyć w szyku spieszonym. Łącznie w akcji miało wziąć udział 400 żołnierzy (225 regularnych) i 2 haubice. Modoków było około 160, w tym zaledwie 53 wojowników. Siły kapitana Bernarda maszerując 16 stycznia we mgle znalazły się nagle znacznie bliżej Twierdzy niż planowano. Kiedy Bernard zauważył błąd, rozkazał natychmiast cofnąć się, lecz Modokowie już zaczęli go obchodzić i ostrzeliwać jego lewą flankę oraz wozy z zaopatrzeniem. Bernard zarządził małą szarżę w celu odpędzenia napastników. W starciu tym zostało rannych 3 żołnierzy.
Siły Greena założyły 16 stycznia obóz w odległości 3 mil od „Twierdzy” i spędziły w nim noc. Rankiem we mgle siły Greena rozpoczęły rozwijać się na stanowiskach. Wojsko rozciągnęło się w długą linię, zaś na przedzie znajdowali się harcownicy. Żołnierze musieli posuwać się przez ekstremalnie ciężki teren pocięty szeregiem rozpadlin w podłożu lawowym. Podobne problemy mieli z drugiej strony żołnierze Bernarda, którzy nagle zostali zatrzymani przez głęboki wąwóz. Na oba oddziały zaczęły się też sypać pociski Modoków. Wkrótce i oddziały Greena zatrzymała wielka rozpadlina. Zaraportował on Wheatonowi, że szarża tamtędy równałaby się ogromnym stratom. Odcięcie Modoków od strony południowej było też niemożliwe. Pozostało jedynie spróbować połączyć się z Bernardem od północy. Po południu rozgorzały więc walki na północ od Twierdzy. Posuwający się w jej kierunku żołnierze byli bezkarnie ostrzeliwani z góry przez Indian, którzy mieli ich jak na patelni. Ochotnicy oregońscy zostali zatrzymani przez rozpadlinę, lecz reszta sił Greena ruszyła do ataku. Była to chwila największych strat. Pośród skał natarcie się załamało. Część zabitych i rannych dostała się w ręce Indian.
Część kompanii C i kalifornijskich ochotników znalazła się w pułapce, z której wyrwali się dopiero po zmroku. O piątej po południu pułkownik Wheaton, widząc niepowodzenie ataku i nieskuteczność ognia haubic, zarządził przerwanie walki i wycofanie się. W wyniku walki wojsko straciło 7 zabitych i 19 rannych (1 później zmarł od ran), oregońscy ochotnicy 2 zabitych i 5 rannych, zaś kalifornijscy ochotnicy 4 rannych (2 zmarło od ran), łącznie 37 ludzi, w tym 12 zabitych lub zmarłych od ran. Wycofujące się zdemoralizowane wojsko pozostawiło w rękach Modoków 6 zabitych, którzy zostali oskalpowani. Modokowie nie stracili ani jednego człowieka. Dowódca wyprawy (pułkownik Frank Wheaton) nie przypuszczał, że jego siły odparło ledwo 53 wojowników. Amerykanie oceniali siły Modoków na 150–200 wojowników. Różnica ta brała się m.in. stąd, że żaden z żołnierzy walczących 17 stycznia nie widział na własne oczy choćby jednego Indianina.
Dzień po bitwie Modokowie przeszukali pole bitwy i znaleźli 9 nowoczesnych karabinów oraz masę amunicji oraz innego wyposażenia, które przydały im się w późniejszych starciach. Do następnego starcia doszło już 22 stycznia.
Atak na konwój koło Land’s Ranch – 22 stycznia 1873
Kapitan Bernard założył nowy obóz nad jeziorem Clear. Wysłał on mały konwój – 2 furgony w osłonie 22 ludzi – do Land’s Ranch w celu przywiezienia zboża. W drodze powrotnej konwój został zaatakowany przez grupę Modoków. Sytuacja była podobna do ataku z grudnia. Tym razem jednak silniejsza eskorta odparła napastników bez strat, zaś w końcu odsiecz kapitana Bernarda odpędziła napastników. Według raportu zginął 1 Indianin, zaś „wielu zostało rannych”. Po tym ataku na jakiś czas zapanował spokój.
Tymczasem Wheaton zaczął gorączkowo ściągać posiłki. Wkrótce w drodze były kompanie A, E i M 4 pułku artylerii, szwadron K 1 pułku kawalerii, kompanie C i E 12 pułku piechoty oraz kompania I 21 pułku piechoty. Jednocześnie zwolniono zwiadowców Klamath, którzy nie wykazali się zapałem w walce (podejrzewano, że mają tajny układ z Modokami). Na ich miejsce zatrudniono Indian Warm Springs. Dnia 23 stycznia dowódcą kolejnej ekspedycji został mianowany pułkownik Alvan Cullom Gillem.
30 stycznia sekretarz wojny William Belknap wydał instrukcję, by zawiesić wszelkie działania zaczepne przeciw Modokom i ograniczyć się jedynie do ochrony osadników. Za tą decyzją stał sekretarz zasobów wewnętrznych Columbus Delano. Postanowił on wysłać do Modoków „komisję pokojową”. Sugestię tą podsunął mu nie kto inny, jak były Superintendent A. B. Meacham.
Pod koniec stycznia śnieżyce wstrzymały wszelkie działania w rejonie Lava Beds. Wojsko skoncentrowało w tym rejonie łącznie ponad 500 regularnych żołnierzy z 1 pułku kawalerii, 12 i 21 pułku piechoty i 4 pułku artylerii.
W ciągu lutego ukonstytuowała się komisja pokojowa (w jej skład weszli m.in. generał Canby, Meacham i Jesse Applegate). Podjęto też pierwsze próby kontaktu z Modokami. W ciągu marca doszło do kilku spotkań sondażowych. Jednak w wyniku nieporozumień nie doszło do żadnych uzgodnień. W końcu Kintpuash zażądał spotkania z Canby’m. Pod koniec marca pułkownik Gillem założył obóz wojska kilka mil od Twierdzy. Generał Canby przybył do niego 1 kwietnia. Następnego dnia doszło do pierwszego spotkania Komisji z wodzami Modoków na ziemi niczyjej pomiędzy obozem Gillema a Twierdzą. Rozstawiono tam specjalny namiot dla komisji. Komisji towarzyszył osadnik Frank Riddle i jego indiańska żona Winema (znana jako Toby Riddle), która była kuzynką Kintpuasha. Oboje służyli jako tłumacze.
| Żądania Modoków: - uniewinnienie wszystkich Modoków, - wycofanie wszystkich żołnierzy, - prawo wyboru miejsca na rezerwat. | Propozycje Komisji Pokojowej: - udanie się Kintpuasha i jego ludzi do wyznaczonego przez rząd rezerwatu, - oddanie pod sąd wszystkich winnych ataków na cywili. |

Oczywiście w takich warunkach nie mogło dojść do porozumienia. Jednocześnie do obozu Gilema przybywały dalsze wojska. 2 kwietnia przybyła bateria E, a 4 kwietnia bateria K z 4 pułku artylerii. Modokowie widzieli wszystkie te ruchy ze szczytu Twierdzy. Rozmowy 4 kwietnia nie przyniosły przełomu. 2 wojowników – Boston Charley i Hooker Jim pozostało w obozie armii na noc z 4 na 5 kwietnia. Mieli oni okazję z bliska przyjrzeć się sile wojska. 5 kwietnia w czasie spotkania z Meachamem Jack poprosił o oddanie obszaru Lava Beds Modokom jako ich rezerwatu. I to spotkanie zakończyło się bez porozumienia.
6 kwietnia 5 kompanii majora Masona przesunęło się na Hospital Rock – zaledwie 2 mile od Twierdzy. Mimo to Modokowie trwali w zamiarze oporu. Nieskuteczne rozmowy i wzrastająca presja wojska wzmogła ich zdenerwowanie, co mogło doprowadzić do gwałtownego wybuchu. Na jednej ze skał za obozem porucznik Adams ustanowił punkt obserwacyjny, z którego dobrze było widać namiot spotkań. 8 kwietnia Modokowie zażądali kolejnego spotkania. Jednak Adams zauważył w okolicach namiotu komisji, że oprócz 6 wodzów na skałach ukrywa się ok. 20 wojowników. Wszyscy byli uzbrojeni. Do rozmów tego dnia nie doszło. Dwa dni później Modokowie złożyli propozycję spotkania 11 kwietnia. Tym razem małżeństwo Riddle’ów ostrzegło Canby’ego o możliwym niebezpieczeństwie. Jednak Canby stwierdził, że jego żołnierze kontrolują sytuację. Ponadto posterunek obserwacyjny stwierdził, że koło namiotu jest jedynie 5 nieuzbrojonych Indian. Rankiem 11 kwietnia 8-osobowa grupa wyruszyła na spotkanie.
Zabójstwo generała Canby’ego – 11 kwietnia 1873
W skład grupy negocjatorów wchodzili: generał Canby, Meacham, doktor Thomas, agent Dyer, małżeństwo Riddle oraz 2 Modoków, którzy spędzili tą noc w obozie wojska – Bogus Charley i Boston Charley. Gdy Komisja przybyła na miejsce, okazało się, że Indianie niezgodnie z obietnicą są w pełni uzbrojeni. Byli to Captain Jack, Schonchin John, Ellen’s Man, Hooker Jim i Black Jim. Dołączyli do nich obaj Modokowie, którzy przybyli z generałem. Później przybyli jeszcze dwaj – Barncho i Sloluck uzbrojeni w karabiny. Generał mimo to zapalił cygaro i rozpoczął negocjacje.
Nie wiadomo, co dokładnie się stało – relacje różnią się tu w szczegółach. W każdym razie Kintpuash zastrzelił generała. Boston Charley zastrzelił doktora Thomasa, zaś Schonchin John, Hooker Jim i Black Jim ścigali i ranili Meachama i Dyera. Od śmierci uratowała ich Winema. Meacham twierdził, że atak był niesprowokowany, podczas gdy syn Riddle’ów stwierdził, iż to słowa Canby’ego wywołały gniew Modoków (miał on powiedzieć, że „nie ma żadnej władzy, by wycofać 1000 żołnierzy, których umieścił koło Twierdzy”).
10 minut wcześniej rozległa się strzelanina koło Hospital Rock. To Modokowie wywabili dwóch poruczników Sherwooda i Boyle’a pod pretekstem rozmów na otwarte pole daleko poza liniami wojska i ostrzelali ich. Sherwood zmarł w wyniku ran.
Te dwa ataki i śmierć generała Canby’ego wywołały wielki gniew żołnierzy, którzy chcieli natychmiast ruszyć na Twierdzę, jednak oficerowie powstrzymali ich. Po ataku na komisję pokojową nie było już mowy o rozmowach – pozostała tylko walka. Nie wiadomo, dlaczego Modokowie zaatakowali. Przyjmuje się, że otaczające ich i coraz bardziej zbliżające wojsko wywołało ich niepokój. Część wojowników obawiała się, że w razie podpisania pokoju zostaną powieszeni za zbrodnie na osadnikach (Canby nie chciał zagwarantować amnestii). Inni byli sfrustrowani rozmowami, które jak dotąd do niczego nie doprowadziły. To wszystko doprowadziło do sytuacji, w której uznali, że jedynym wyjściem jest walka. Atak na generała i oficerów z Hospital Rock miał pozbawić żołnierzy dowódców, a tym samym spowodować odwrót wojska. Jednak nie doszło do tego. Wojska Gillema zostały pod Twierdzą i zaczęły się przygotowywać do szturmu. Nowym dowódcą Departamentu Columbii Waszyngton został mianowany generał Jefferson C. Davis.
Druga bitwa o „Twierdzę” – 15–17 kwietnia 1873
Zgromadzone koło Twierdzy wojska pułkownika Gillema składały się z kompanii E i C z 12 pułku piechoty, kompanii B, C oraz I z 21 pułku piechoty, szwadronów B, F, G oraz K z 1 pułku kawalerii, baterii A, E, K oraz M z 4 pułku artylerii oraz 70 zwiadowców Warm Springs. Zarówno kawaleria, jak i artylerzyści mieli walczyć jako piechota. Gillem miał nadal 2 haubice, a wkrótce miały nadejść 4 moździerze. Jego plan był jakby powtórką planu Wheatona ze stycznia – oddziały miały zaatakować ze wschodu i zachodu oraz zablokować Modoków od południa i doprowadzić do kapitulacji Indian z powodu wyczerpania. Jedyną różnicą były większe siły i silniejsza artyleria. Major Mason (szwadrony B i G 1 p.kaw. oraz kompanie B, C, I z 21 pp.+ sekcja haubic i Indianie Warm Springs – razem 300 ludzi) miał atakować ze wschodu, zaś major Green z resztą sił (375 ludzi i 4 moździerze) – od zachodu.
W nocy z 14 na 15 stycznia siły Masona zajęły pozycje – te same, które zajmował w styczniu kapitan Bernard. Po drugiej stronie ludzie Greena podchodzili cicho do pozycji Modoków. Wtedy przypadkowy wystrzał zaalarmował Indian, którzy obsadzili pozycje. Około 13.30 atak prawego skrzydła sił Greena odrzucił Modoków z wysuniętych pozycji kilkaset jardów do tyłu na silne pozycje na szczycie Twierdzy. Jednakże dalszy atak prowadzony w celu połączenia z siłami Masona został wstrzymany silnym ostrzałem z flanki. Na lewej flance szwadrony E i K zajęły tymczasem wyniosłość, która dominowała nad północno-wschodnią częścią Twierdzy. Widzieli stamtąd kamienne umocnienia, które wznieśli Indianie. Żołnierze zaatakowali je, lecz zastali stanowiska puste. Gdy jeden z nich wyjrzał ponad murem, otrzymał postrzał prosto w głowę i padł trupem. Zapadające ciemności przerwały walkę.
Po drugiej stronie Mason wspierany przez haubice posuwał się do przodu ostrożnie (motywował to chęcią nienarażania swych ludzi). Spowodowało to krytykę po bitwie, gdyż Gillem stwierdził, iż gdyby atak Masona był bardziej agresywny, wzięto by Twierdzę już pierwszego dnia. Przez całą noc artyleria sporadycznie ostrzeliwała Twierdzę. Rankiem 16 kwietnia walki rozgorzały na nowo. Wspierane ogniem artylerii oddziały ruszyły do przodu. Żołnierze próbowali rozpoznać pozycje Indian, lecz ci działając kilkuosobowymi grupkami przemieszczali się z miejsca na miejsce, efektywnie powstrzymując wojsko. Postęp był więc znowu powolny. Green znów zaatakował prawym skrzydłem, lecz ponownie atak ten został powstrzymany.
Tymczasem Mason zaraportował, iż jego siły są ostrzeliwane z flanki i z tyłu, co uniemożliwia mu atak. Kiedy stało się oczywiste, że połączenie z siłami Masona na południe od Twierdzy jest niemożliwe, Green udał się do niego z alternatywnym planem, wykorzystującym doświadczenia z walk w styczniu. Oba oddziały miały jednocześnie uderzyć na północną część Twierdzy, wykorzystując fakt, że kawaleria Greena opanowała część terenu dominującego nad pozycjami Modoków. Jednocześnie manewr ten odcinał Modoków od wody. Jednak w tym dniu było to już niemożliwe. Odłożono więc szturm na 17 kwietnia. Gillem nadal był niezadowolony ze sposobu dowodzenia majora Masona. Mason stwierdził w raporcie do Gillema pod koniec dnia, że pod jego kontrolą jest cała wschodnia i południowo-wschodnia część Twierdzy. Jednakże później okazało się, że z jego stanowisk nie było widać głębokiego wąwozu sięgającego do południowo-wschodniej części Twierdzy.
Modokowie nękali żołnierzy całą noc ostrzałem. Gillem uważał, iż Modokowie chcieli zdobyć wodę, której im brakuje, jednak wyjaśnienie tej aktywności było inne. Wodzowie postanowili opuścić pozycje i wycofać się daleko na południe, w góry. Nocą kobiety, dzieci i część mężczyzn wycofali się w ciszy poprzez kręte wąwozy pozostałe po strumieniach lawy, zwane dziś jako Schonchin Flows. Na stanowiskach pozostawiono snajperów, aby nękali żołnierzy i sprawiali wrażenie, iż obrona trwa nadal. Z drugiej strony przez całą noc trwał nękający ostrzał moździerzy. Rankiem 17 kwietnia wojska Greena i Masona ruszyły do przodu. Z początku ostrożnie, ale gdy z drugiej strony padło tylko kilka strzałów snajperów, przyspieszyli. Żołnierze zrozumieli, że Indianie opuścili Twierdzę. To oczywiście nie polepszyło zdania Gillema o Masonie, który miał temu zapobiec.
W końcu oddziały Masona połączyły się z oddziałami Greena i wkroczyły do Twierdzy. Indianie z sukcesem wymanewrowali wojsko i zdążyli się oddalić. Tak więc bitwa była poniekąd porażką armii, która nie zdołała zrealizować żadnego z dwóch głównych celów – zniszczenia Modoków bądź zmuszenia ich do kapitulacji. Wojsko nie zdołało przez dwa dni złamać oporu Modoków, a potem pozwoliło im wycofać się z pozycji. Poniosło przy tym straty – 6 zabitych i 17 rannych (prawie wszyscy w oddziałach Greena). Straty Modoków nie są znane. Armia początkowo zaraportowała o 16 zabitych i 1 wziętym do niewoli. Jednak inne źródła (porucznik Boyle czy William Simpson – ilustrator z londyńskiego „The Illustrated London News”) potwierdzili jedynie 3–4 ofiary. 2 stare kobiety i 1 stary mężczyzna dostali się do niewoli.
Pościg za Modokami nie dał rezultatu – uciekinierzy rozpłynęli się wśród pól lawy. Jedynie zwiadowcy Warm Springs złapali i zabili 2 Modoków i zdobyli ich skalpy. 21 pułk rozłożył się obozem w Twierdzy, dokąd przeniósł swe zapasy i zaopatrzenie. Kawaleria przerzuciła zaś 19 kwietnia swe zapasy do Skorpion Point. Mimo obaw – długi konwój wozów dotarł do punktu przeznaczenia bezpiecznie. 20 kwietnia Warm Springs donieśli, że Modokowie obozują tylko 4 mile od Twierdzy. Tego dnia bezczelnie przemaszerowali prawie w zasięgu wzroku z obozu Gillema nad jezioro Tule, gdzie uzupełnili zapasy wody i… wykąpali się.
Atak na konwój koło Skorpion Point – 21 kwietnia 1873
Tego dnia Modokowie zaatakowali silnie chroniony konwój obładowanych zaopatrzeniem mułów podążający z Twierdzy do Skorpion Point. Starcie było krótkie, jednak Modokowie zabili 1 żołnierza i ranili drugiego. Mimo że przez kilka kolejnych dni był spokój, Gillem wiedział, że Modokowie czają się gdzieś w pobliżu – najprawdopodobniej koło dużego bezdrzewnego żużlowego stożka, który widział wyraźnie ze swej kwatery, a który żołnierze nazwali „Sand Butte” (dziś Hadin Butte).
Dowódca Okręgu Pacyfiku generał Schofield był niezadowolony z dotychczasowego przebiegu walk i z braku zakończenia wojny. Jednak nabrał nadziei po otrzymaniu raportu Gillema o tym, że Modokowie nadal przebywają na Lava Beds. Wysłał mu dalsze posiłki – kompanie B i G z 4 pułku artylerii. Jednocześnie nakazał Gillemowi, by raczej unikał walki, a bardziej starał się zagłodzić przeciwnika. Inną sugestią było ostrzelanie Indian z dystansu za pomocą artylerii. Po otrzymaniu tych rozkazów Gillem pchnął zwiadowców Warm Springs pod dowództwem Donalda McKaya na pola lawowe, by znaleźli oni drogę nadającą się dla artylerii. Odnaleźli oni odpowiednią drogę, lecz Gillem postanowił wysłać na patrol silniejszą grupę pod dowódcą kapitana Evana Thomasa z 4 pułku artylerii w celu potwierdzenia wiadomości.
Bitwa pod Sand Butte – 26 kwietnia 1873
Oddział kapitana Thomasa składał się z kompanii E 12 pułku piechoty oraz kompanii A i K 4 pułku artylerii. Łącznie było to 6 oficerów, 59 szeregowych i 1 cywil. Jednocześnie z obozu nad jeziorem wyruszył Donald McKay z 12 zwiadowcami Warm Springs, by dołączyć do Thomasa na polach lawowych. Patrol przedzierał się powoli przez zerodowane pola lawowe. Około południa oddział dotarł do nierównej niecki u stóp zachodniej strony wzgórza Sand Butte, które wznosiło się o jakieś 200 stóp nad żołnierzami. Na południe od niecki ciągnął się długi na kilkaset stóp niski grzbiet wychodzący ze wzgórza. Grzbiet następnie zakręcał w kierunku północnym. Od wschodu i północnego wschodu były poskręcane skały lawowe sięgające ok. 20 stóp ponad nieckę. Wszystkie te grzbiety były pocięte gęstą siecią załomów, rozpadlin i skał i rozciągał się z nich wyśmienity widok na nieckę. W takim właśnie miejscu Thomas zarządził popas.
Wydarzeń następnych kilku godzin nie można dokładnie opisać, gdyż ocaleni byli ogarnięci paniką i histerią. Można jednak podać ogólne zarysy. Wojsko rozłożyło się, odpoczywając po ciężkim marszu. Niektórzy pozdejmowali nawet buty. Nikt nie stał na straży. Kiedy żołnierze jedli, kapitan Thomas wraz z porucznikiem Harrisem i dwoma żołnierzami chciał się wspiąć na wzgórze, aby zasygnalizować do obozu Gellesa, iż przybyli bezpiecznie na miejsce. Nie dotarli jednak do szczytu. Odezwały się strzały ze zboczy otaczających miejsce biwaku – jednocześnie ze wschodu, zachodu, północy i południa. Pierwszy zareagował porucznik Wright, rzucając swych ludzi z kompanii E do ataku, lecz zostali oni odrzuceni. Powrócił kapitan Thomas. Rozkazał kompanii B porucznika Wrighta zaatakować grzbiet na zachodzie, daleko od wzgórza. Kompania została zdziesiątkowana przez morderczy ogień Modoków, zaś część zszokowanych żołnierzy kompanii zdezerterowała z pola walki. Żołnierze popędzili na północny wschód drogą, którą przybyli. Tymczasem porucznik Cranston zgłosił się wraz z 5 żołnierzami na ochotnika w celu oczyszczenia z Indian skał na północ od wzgórza. Thomas udzielił pozwolenia. Wszyscy zostali zmasakrowani. Teraz dowodzenie załamało się całkowicie. Część żołnierzy w szoku rzuciła się do ucieczki. Reszta żołnierzy (ok. 20) z kapitanem Thomasem broniła się nadal do chwili, gdy wszyscy nie zostali zabici bądź ranni. To samo stało się z Wrightem i resztką jego kompanii.
W tym czasie uciekinierzy natknęli się na McKaya i jego zwiadowców Warm Springs. Jednak mimo prośby McKay nie ruszył na pomoc. Uzasadnił to tym, że żołnierze wezmą ich za Modoków i ostrzelają. Ponadto wiedział, że jego 12 zwiadowców niewiele zmieni, a mogą za to zginąć. W obozie Gillema słyszano strzały, zaś z posterunku obserwacyjnego porucznika Adama można było nawet zauważyć, że dzieje się coś niedobrego, lecz nikt nie podjął alarmu. Major Green był pewien, iż wielkość oddziału Thomasa gwarantuje, że poradzi on sobie samodzielnie. Nawet gdy pierwszy zdyszany zbieg pojawił się w obozie – stwierdzono, że widocznie puściły mu nerwy i spanikował.
Dopiero późnym popołudniem zdano sobie sprawę z rozmiarów katastrofy i sformowano oddział ratunkowy. Jednak niezdecydowanie Gillema nie było końcem problemów. Grupy ratunkowe (druga wyszła z Twierdzy) poruszały się ślamazarnie. W zapadającym zmroku i podczas psującej się pogody zgubiły drogę. Poruszając się powoli ze względu na możliwość ataku dotarły do miejsca bitwy dopiero około północy. Ukazał im się przerażający widok. Niecka była usiana ciałami zabitych i rannych. Część była rozebrana do naga. Według raportu chirurga wojsk Gillema – McElderry’ego – łącznie zginęło 5 oficerów (w tym Thomas) oraz 20 żołnierzy. Ranny został 1 oficer (lekarz oddziału – stracił nogę i został częściowo sparaliżowany) i 16 żołnierzy (wielu ciężko). Reszta uciekła z pola walki. Była to ciężka klęska Armii. Sami Modokowie mieli stracić według Armii 5 wojowników, lecz po wojnie potwierdzili śmierć tylko jednego.
Gdy wieści o klęsce dotarły do generała Davisa, zdymisjonował on natychmiast Gillema i objął osobiście dowodzenie nad wojskami w polu. Generał przybył do obozu wojsk 2 maja. Od razu stwierdził, że wojsko nie nadaje się do ataku – żołnierze są załamani i zdemoralizowani. Zajął się odbudową morale wojska i przywrócił Gillema na stanowisko dowódcy ekspedycji, jednak pod swoją bezpośrednią kontrolą. Tak jak po poprzednich starciach reakcją armii było też wzmocnienie wojsk. Teraz do akcji miało wejść już ponad 1000 żołnierzy.
Atak na konwój koło Skorpion Point – 7 maja 1873
Davis planujący przerwać działania zbrojne do czasu skoncentrowania wszystkich sił musiał przeżyć kolejny wstrząs 7 maja. Modokowie przejęli inicjatywę i postanowili uderzyć na konwój transportujący zaopatrzenie dla kawalerii obozującej na Skorpion Point. Konwój składający się z 4 wozów miał 15–20-osobową osłonę. Na konwój uderzyło około 20 Modoków. Po krótkiej walce osłona tracąc 3 rannych musiała się wycofać, zaś wozy zostały splądrowane przez Indian.
Tego samego dnia zwiadowcy Warm Springs odkryli Modoków wędrujących w kierunku południowo-wschodnim. Była to prawdopodobnie ta sama grupa, która napadła na konwój i pilnująca lewej flanki wędrującego plemienia. Modokowie przekroczyli pola lawowe i zatrzymali się na trzy dni przy naturalnej jaskini lodowej, stanowiącej w tym rejonie źródło wody. Następnie udali się w kierunku południowym, do następnej jaskini, a potem na wschód, w kierunku Dry Lake. W tym samym kierunku podążył kapitan Hasbrouck mający pod dowództwem baterię B 4 pułku artylerii (na koniach – jako kawaleria) oraz szwadrony B i G 1 pułku kawalerii oraz grupę zwiadowców Warm Springs. 9 kwietnia kawaleria Hasbroucka rozbił się obozem przy zachodnim brzegu wyschniętego jeziora Sorass Lake (nazwanego przez żołnierzy Dry Lake). Bateria B obozowała milę dalej na południe w małym lasku. Około 200 jardów na północ od obozu znajdowała się linia skał ciągnąca się ze wschodu na zachód. 200 jardów dalej znajdowała skarpa sięgająca 30 stóp ponad dno jeziora. Na tej skarpie wystawiono straże.
Bitwa koło Sorass Lake (Dry Lake) – 10 maja 1873
O świcie Modokowie prześlizgnęli się pomiędzy strażami, zajęli pozycję na skarpie i wysłali mniejszą grupę na linię skał koło obozu. Śpiący żołnierze zorientowali się w sytuacji, dopiero gdy rozległy się okrzyki wojenne i pierwsze strzały spadły na obóz. Wśród żołnierzy zapanował chaos, konie wpadły w panikę. Hasbrouck posłał po baterię B i rozkazał porucznikowi Kyle’owi wyłapać konie. Zwiadowcy McKaya podzieleni na dwie grupy spróbowali zajść Modoków z obu flank. W tym momencie powrócił Kyle, któremu udało się wyłapać konie. Hasbrouck nakazał szarżę na pozycje Modoków. Sfrustrowani pięciomiesięcznymi niepowodzeniami żołnierze uderzyli gwałtownie. Odrzucili Modoków ze skarpy i ścigali ich przez ok. cztery mile, lecz musieli zawrócić z powodu braku wody. Żołnierze zabili jednego Modoka – wojownika o imieniu Ellen’s Man George, jednego z dowódców grupy, ranili dwóch, zdobyli kilka koni i sporo amunicji. Po raz pierwszy w tej wojnie wojsko odniosło jakiś bardziej zdecydowany sukces. Jednak Modokowie nadal byli niebezpieczni. W walce padło 8 rannych żołnierzy (z czego 3 zmarło). Zginęło także 2 Indian Warm Springs McKaya.
Bitwa pod Sorass Lake miała poważne konsekwencje dla Modoków. Porażka, a zwłaszcza śmierć Ellen’s Man George’a, który był jednym z głównych strategów oporu podkopała morale plemienia. Zaznaczyły się też tarcia między poszczególnymi grupami. Szczep z Hot Creek początkowo nie biorący udziału w wojnie. Teraz obarczali Kintpuasha odpowiedzialnością za śmierć Ellen’s Man George’a. Hooker Jim, Bogus Charley, Scarfaced Charley, Shacknasty Jim, Steamboat Frank i ośmiu innych wojowników wraz z rodzinami odeszło poprzez góry na zachód w kierunku rancza Van Brimmerów. Kintpuash, Schonchin John, Black Jim i ich grupa pozostali w okolicach Big Sand Butte na zachód od jeziora Sorass.
Generał Davis nie wiedział o tych wydarzeniach. Zaczął wprowadzać nowy plan polegający na wyprowadzeniu całej armii na pola lawowe, założeniu tam szeregu obozów, z których żołnierze mogli atakować, gdy tylko odkryje się obecność Indian i w których mogli odpoczywać. 11 maja Hasbrouck wysłał raport Davisowi, z którego wynikało, że Modokowie są w okolicy Big Sand Butte. Davis od razu wysłał majora Masona z 3 kompaniami 21 pułku piechoty i 5 bateriami 4 pułku artylerii (jako piechota), by wspólnie z Hasbrouckiem uderzyli na Indian. 13 maja obie grupy były o 2,5 mili od Big Sand Butte, zaś Modokowie mieli być między nimi. Jednak 14 maja po południu zwiadowcy stwierdzili, że Modokowie zniknęli. Spodziewając się, że Modokowie uciekli na zachód, Hasbrouck ruszył w tym kierunku. Tymczasem zachodnia grupa Modoków krążyła na południe od Góry Van Brimmera i miała zamiar udać się na zachód w kierunku Góry Fairchilda koło rancza Fairchilda. 18 maja ludzie Hasbroucka odkryli w tym rejonie świeże ślady. Kapitan rzucił swych ludzi w pościg. Po kilku strzałach Indianie rozproszyli się w różnych kierunkach. Zginęło 2 mężczyzn i 3 kobiety. 19 maja oddział Hasbroucka ruszył w kierunku rancza Fairchilda, dokąd dotarł 20 maja. Tam ranczer poinformował go, że przybyła do niego kobieta Modoków, która poinformowała go o gotowości Indian do kapitulacji. Davis stwierdził, że w tej sytuacji negocjacje będą lepsze od walki.
21 maja Davis ostatecznie zwolnił pułkownika Gillema z obowiązków, zaś przywrócił na stanowisko pułkownika Wheatona.
22 maja Fairchild i jego żona weszli na górę i po krótkiej rozmowie sprowadzili 63 Indian. Wojownicy złożyli broń. Nie było wśród nich Hooker Jima i Boston Charleya. Jednak Hooker Jim sam poddał się jeszcze tego samego dnia.
Teraz Davis rzucił wszystkie siły do pościgu za grupą Kintpuasha, która udała się na wschód, w kierunku jeziora Clear. Aby przyspieszyć koniec wojny Davis w zamian za gwarancje amnestii wysłał Steamboat Franka, Bogus Charleya, Hooker Jima i Shacknasty Jima do Kintpuasha, aby przekonali go do kapitulacji.
29 maja w Willow Creek na wschód od jeziora Clear oddział kapitana Jacksona (2 szwadrony + 20 zwiadowców Warm Springs) wziął do niewoli Boston Charleya oraz 8 towarzyszących mu kobiet (oraz kilka dzieci). Jedną z kobiet była siostra Kintpuasha.
30 maja w Willow Creek skoncentrowały się wszystkie siły pościgowe (5 szwadronów i bateria). Tego dnia do żołnierzy zgłosił się Scarfaced Charley, który zaoferował kapitulację jego grupy następnego dnia. Tak się stało. 31 maja Schonchin John, Scarfaced Charley, 12 wojowników, 10 kobiet i 9 dzieci poddało się.
1 czerwca złożył broń Kintpuash. Było z nim zaledwie 1–2 mężczyzn, 2 chłopców, 3 kobiety i kilkoro mniejszych dzieci. Podczas aresztowania Kintpuash nie powiedział prawie nic. Wojna się zakończyła.

## Epilog
Modokowie w liczbie 155 (w tym 44 mężczyzn, 49 kobiet i 62 dzieci) zostali pod silną strażą przetransportowani do Fort Klamath. Było to mniej osób niż skapitulowało, bowiem jeden z wojowników Curley Haired Jack zdobył skądś pistolet i woląc umrzeć niż zostać więźniem – zastrzelił się. 8 czerwca zostało zamordowanych przez oregońskich ochotników 4 innych wojowników.
Generał Schoefeld utworzył komisję, która miała osądzić sprawców zbrodni – zabójstwa generała Canby’ego, doktora Thomasa i porucznika Sherwooda w dniu 11 kwietnia 1873 oraz zabójstw osadników w dniach 29–30 listopada 1872. Jednak później Departament Wojny ograniczył uprawnienia komisji jedynie do zabójstw z 11 kwietnia. Wszyscy pozostali mieli być traktowani jako jeńcy wojenni. Oburzyło to mieszkańców Oregonu, na terenie którego zginęli właśnie osadnicy. Domagali się oni przekazania sprawców władzom stanowym i skazania odpowiedzialnych za zbrodnie na śmierć.
W odróżnieniu od północnych sąsiadów Kalifornijczycy z kolei brali Modoków w obronę. Kongresmen ze stanu Kalifornia J. K. Luttrell ośmielił się nawet stwierdzić, że „Wojna została spowodowana niesprawiedliwymi uczynkami złych białych ludzi”. Mimo że popierał ideę ukarania winnych mordów – domagał się zbadania przyczyn wojny i całego skorumpowanego systemu rezerwatów na Zachodnim Wybrzeżu. W całym kraju powstawały komitety zasypujące sekretarza zasobów wewnętrznych Columbusa Delano petycjami w sprawie uniewinnienia Indian.
Ostatecznie 9 lipca zapadł wyrok: 6 Modoków skazano na karę śmierci. Byli to Kintpuash, Schonchin John, Black Jim, Boston Charley, Barncho i Sloluck. Wyrok miał być wykonany przez powieszenie. 22 sierpnia prezydent Grant zaaprobował wyrok. Trzy tygodnie później Grant zastosował prawo łaski w stosunku do dwóch najmłodszych Indian – Barncho i Slolucka. Karę zamieniono im na dożywotnie więzienie w więzieniu Alcatraz (Brancho zachorował tam i zmarł, zaś Sloluck po pięciu latach spędzonych w Alcatraz dołączył do plemienia w Oklahomie). Grant zadecydował też, by resztę plemienia traktować jako jeńców wojennych.
3 października o godzinie 10.20 w Fort Klamath wykonano wyrok na 4 Modokach. Ich głowy prawdopodobnie odcięto i wysłano do Muzeum Medycznego Armii w Waszyngtonie.
29 października Modokowie w eskorcie wojskowej ruszyli z Yreki na Terytorium Indiańskie. Tam niedaleko Quapaw Agency dostali skrawek ziemi (2 na 1,5 mili), gdzie żyli w nędzy. Wkrótce choroby dokonały tego, czego nie dokonały kule. Dopiero w 1909 grupa kilkudziesięciu Modoków powróciła do Klamath. Dziś żyje ich ok. 800, w tym 600 w Oregonie (w okolicach dawnego rezerwatu Klamath), zaś 200 w Oklahomie.